# Miłomłyn
Miłomłyn (Liebemühl fino al 1945) è un comune urbano-rurale polacco del distretto di Ostróda, nel voivodato della Varmia-Masuria.
Ricopre una superficie di 160,91 km² e nel 2004 contava 4 976 abitanti.